# Nebwawi

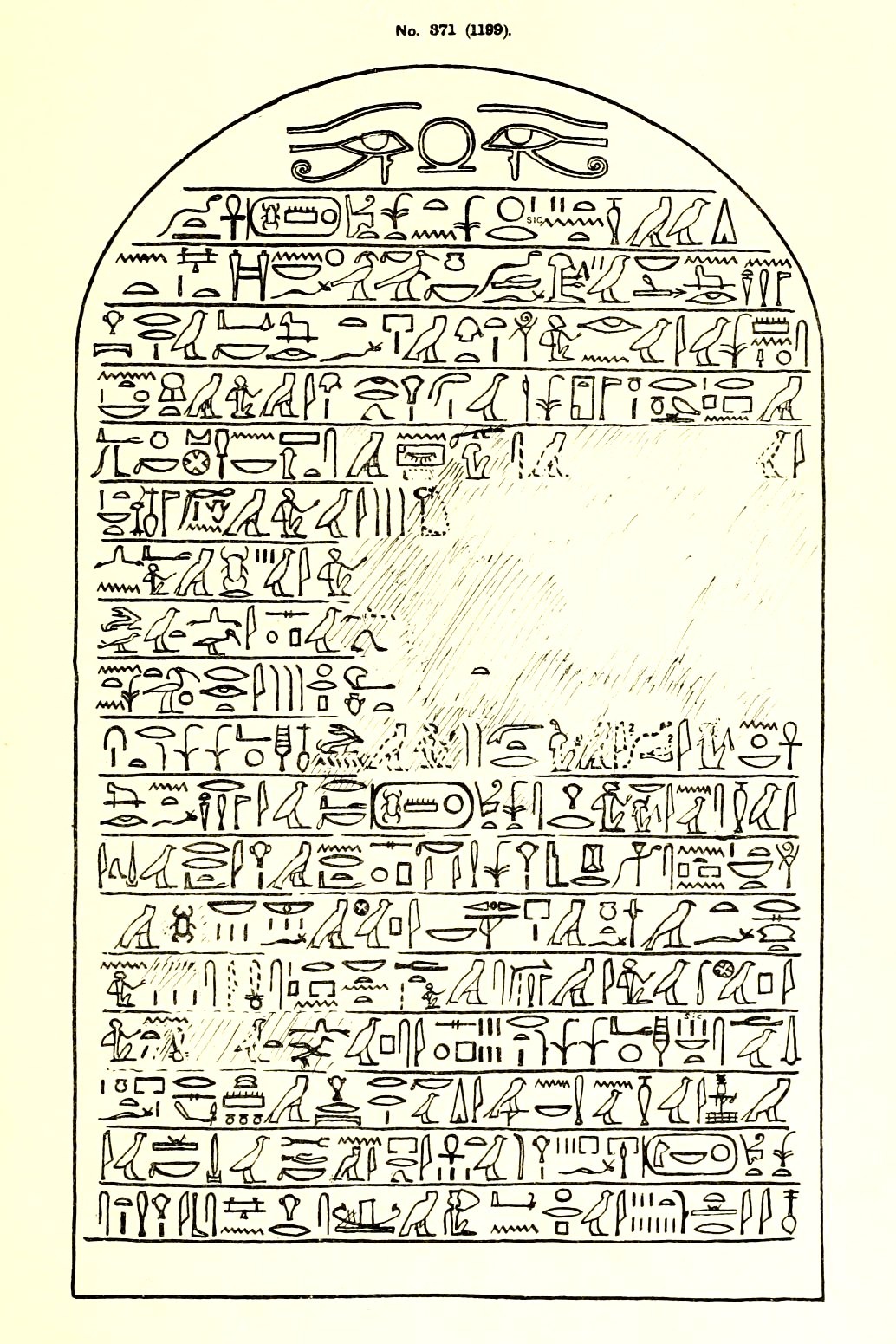
Nebwawi abüdoszi sztéléje, ma a British Museumban (EA 1199)

Nebwawi ókori egyiptomi pap volt, Ozirisz főpapja Abüdoszban a XVIII. dinasztia idején, III. Thotmesz és II. Amenhotep uralkodása alatt.
Élete pár abüdoszi sztéléről ismert. A legkorábbi, mely ma a British Museum gyűjteményében található (EA 1199), pályafutásának a III. Thotmesz első kilenc uralkodási éve alatti szakaszát taglalja, a másik kettő, melyeket az Abüdoszhoz közeli Kom esz-Szultánban találtak, és ma a kairói Egyiptomi Múzeumban találhatóak (CG 34017 / JE 6135, and CG 34018 / JE 2014) akkor készült, amikor III. Thotmesz fia, II. Amenhotep társuralkodó volt apja mellett.
Pályája elején – valószínűleg Hatsepszut uralkodásának vége felé – az istenített I. Jahmesz fáraó kultuszának papja volt, emellett katonai küldetésekben is részt vett vezetőként, az egyikben lázadókat vert le. Hatsepszut halála után is megtartotta befolyását, több esetben a fáraó tanácsadója volt, végül kinevezték Ozirisz főpapjává. Ezt a pozíciót haláláig betöltötte. Még Thotmesz és Amenhotep közös uralkodása alatt halt meg.

## Fordítás
- Ez a szócikk részben vagy egészben  a   Nebwawy című angol Wikipédia-szócikk ezen változatának fordításán alapul.  Az eredeti cikk szerkesztőit annak laptörténete sorolja fel. Ez a jelzés csupán a megfogalmazás eredetét és a szerzői jogokat jelzi, nem szolgál a cikkben szereplő információk forrásmegjelöléseként.